# 佐原誠
佐原 誠（さはら まこと、8月16日 - ）は、日本の男性声優。岐阜県出身。リマックス所属。

## 人物
趣味はゲーム、音楽、アニメ。特技は歌唱。

## 出演

### テレビアニメ
2014年
- 僕らはみんな河合荘（彩花のストーカー）
- アルドノア・ゼロ（2014年 - 2015年、火星兵士、中隊長） - 2シリーズ

2015年
- 純潔のマリア（傭兵3）
- 探偵歌劇 ミルキィホームズ TD（スタッフ）
- アルスラーン戦記（兵士）

2016年
- おしえて! ギャル子ちゃん（クセ太パパ）
- 食戟のソーマ シリーズ（2016年 - 2019年、男子生徒B、黒服B、男性客） - 3シリーズ
- アクティヴレイド -機動強襲室第八係- 2nd（ライダー、マフィア隊長）
- Occultic;Nine -オカルティック・ナイン-（アナウンサーB）
- クラシカロイド（2016年 - 2017年、人々、ナレーター）

2017年
- 風夏（バンドマン）
- 銀魂.（2017年 - 2018年、攘夷志士A、一橋斉々、アルタナ解放軍D、アルタナ解放軍幹部、忍）
- スクールガールストライカーズ Animation Channel（審判）
- モンスターハンター ストーリーズ RIDE ON（パン屋のおじさん、街の人々A）
- ゼロから始める魔法の書（補佐官、国家騎士A）
- ID-0（研究者⑤）
- 覆面系ノイズ（向井監督）
- スタミュ（演出家）
- Re:CREATORS（関係者）
- ナイツ&マジック（グレコ、イドラ）
- 魔法陣グルグル（魔王歌唱、盗賊、盗賊B、盗賊A）
- 妖怪アパートの幽雅な日常（チンピラC、男子生徒B、近所の人、マサ、不良生徒 他）
- 戦姫絶唱シンフォギア シリーズ（2017年 - 2019年、匿名X、黒服、軍人） - 2シリーズ
- 少女終末旅行（父親）

2018年
- からかい上手の高木さん（サッカー選手）
- citrus（店員A）
- キリングバイツ（学生、観客）
- ソードアート・オンライン オルタナティブ ガンゲイル・オンライン（2018年 - 2024年、Hidehide、KKHC、プレイヤー、T-S） - 2シリーズ
- ヒナまつり
- こみっくがーるず（男性）
- 覇穹 封神演義（妖怪）
- 鬼灯の冷徹（男性）
- BORUTO-ボルト- NARUTO NEXT GENERATIONS（ガラガの契約者）
- とある魔術の禁書目録III（タクシー運転手）
- 転生したらスライムだった件（2018年 - 2024年、ルグルド、観客） - 2シリーズ

2019年
- ガーリー・エアフォース（管制官）
- ブラッククローバー（2019年 - 2021年、村人、盗賊団のボス、ダヴィド・スワロー、カブエ・カリョン、シーヴワル・スナイル 他）
- ぼくたちは勉強ができない（元教育係B）
- Fairy gone フェアリーゴーン（パブの客、警備員、妖精省職員） - 2シリーズ
- まちカドまぞく（ドライバー）
- とある科学の一方通行（高梁、オペレーター）
- 炎炎ノ消防隊（2019年 - 2025年、弁護士、軍人） - 2シリーズ
- 彼方のアストラ（兵士B）
- 通常攻撃が全体攻撃で二回攻撃のお母さんは好きですか?（ささやきB）
- Dr.STONE（2019年 - 2023年、面接官、大男、戦士） - 4シリーズ
- バビロン（サラリーマン、トーク番組MC）
- 星合の空（男子生徒）
- あひるの空（2019年 - 2020年、チームメイト、西条部員、大栄部員）
- 慎重勇者〜この勇者が俺TUEEEくせに慎重すぎる〜（ラゴス）

2020年
- ダーウィンズゲーム（コンドウ、チュートリアル音声、アナウンス音声）
- ソマリと森の神様（店の客）
- pet（陳家の護衛）
- 新サクラ大戦 the Animation（黒ずくめの男性）
- A3!（記者）
- アルゴナビス from BanG Dream!（ラジオ）
- デカダンス（ギア）
- モンスター娘のお医者さん（若衆B）
- ミュークルドリーミー（2020年 - 2022年、アナウンサー、チョコ怪人、へそマン） - 2シリーズ

2021年
- ホリミヤ（宮村の叔父）
- 2.43 清陰高校男子バレー部（福蜂部員）
- カードファイト!! ヴァンガード overDress（2021年 - 2025年、コイデ、ズワイマスク、MC） - 6シリーズ
- セブンナイツ レボリューション -英雄の継承者-（町人）
- 86-エイティシックス-（プレアデス、兵士、秘書官〈男〉） - 2シリーズ
- 戦闘員、派遣します!（男性、オークA）
- 不滅のあなたへ（男）
- EDENS ZERO（研究員）
- 見える子ちゃん（実況アナ、本屋店員、ゴッドマザーの息子）
- 無職転生 〜異世界行ったら本気だす〜（獣族の戦士、長男）
- 月とライカと吸血姫（警備兵）

2022年
- ハコヅメ〜交番女子の逆襲〜（子分）
- 現実主義勇者の王国再建記（貴族）
- 失格紋の最強賢者（亜魔族B）
- 処刑少女の生きる道（騎士）
- 舞妓さんちのまかないさん（お客さん）
- 薔薇王の葬列（従者B）
- 境界戦機（新日本軍兵士）
- 黒の召喚士（武器屋、冒険者、お供、盗賊、士官 他）
- はたらく魔王さま!!（2022年 - 2023年、係員、マレブランケ、サイクロプス） - 2シリーズ
- ダンジョンに出会いを求めるのは間違っているだろうかIV 新章 迷宮篇（ジャン）
- 機動戦士ガンダム 水星の魔女（2022年 - 2023年、教師） - 2シリーズ
- 陰の実力者になりたくて!（2022年 - 2023年、騎士、傭兵） - 2シリーズ
- VAZZROCK THE ANIMATION（黒術師）

2023年
- イジらないで、長瀞さん 2nd Attack（対戦相手）
- 老後に備えて異世界で8万枚の金貨を貯めます（御者）
- アリス・ギア・アイギス Expansion（整備員）
- 贄姫と獣の王（窮鼠族、臣下C、村人、兵士A）
- アンデッドアンラック（2023年 - 2024年、ゾンビ、サンダース）
- ひきこまり吸血姫の悶々（逆さ月C）

2024年
- 悪役令嬢レベル99 〜私は裏ボスですが魔王ではありません〜（剣術教師）
- 異修羅（野盗、行商）
- ラグナクリムゾン（グリュムウェルテ成竜、民間人たち）
- SYNDUALITY Noir
- WIND BREAKER（2024年 - 2025年） - 2シリーズ
- Lv2からチートだった元勇者候補のまったり異世界ライフ（御者）
- 転生したら第七王子だったので、気ままに魔術を極めます（近衛兵）
- 死神坊ちゃんと黒メイド（来客A）
- 花野井くんと恋の病（アナウンス）
- アイドルマスター シャイニーカラーズ（アシスタント）
- 黒執事（2024年 - 2025年、オーナー、ライナルト） - 2シリーズ
- 天穂のサクナヒメ（豚鬼、ヨモツガミ、琵琶）
- なぜ僕の世界を誰も覚えていないのか?（ガーゴイル）
- 異世界スーサイド・スクワッド（男性）
- 異世界失格（ホームレス）
- 2.5次元の誘惑（客A）
- ATRI -My Dear Moments-（司会）
- アオのハコ
- ありふれた職業で世界最強 season 3（人型魔物G）
- やり直し令嬢は竜帝陛下を攻略中（部下B）
- シャングリラ・フロンティア（モンスターB）

2025年
- SAKAMOTO DAYS（ルーの父）
- わたしの幸せな結婚
- 九龍ジェネリックロマンス（中年男性B）
- ボールパークでつかまえて!（実況）
- 完璧すぎて可愛げがないと婚約破棄された聖女は隣国に売られる（問屋）
- 紫雲寺家の子供たち（コーチ）
- 帝乃三姉妹は案外、チョロい。（神主）

### 劇場アニメ
2010年代
- バケモノの子（2015年）
- 劇場版 黒執事 Book of the Atlantic（2017年、船員）

2020年代
- モンスターストライク THE MOVIE ルシファー 絶望の夜明け（2020年、レシアル兵士）
- 劇場版 Fate/Grand Order -神聖円卓領域キャメロット-（2020年 - 2021年、難民男、粛正騎士） - 前後編
- アイの歌声を聴かせて（2021年、柔道部員）
- コードギアス 奪還のロゼ（2024年、ネオ・ブリタニア兵）
- トラペジウム（2024年、アップカレー下田）
- 劇場版 オーバーロード 聖王国編（2024年）

### OVA
- 食戟のソーマ 弐ノ皿（2017年、板長） - コミックス第24巻アニメDVD同梱版
- ストライク・ザ・ブラッド IV（2020年 - 2021年、魔道士A、男性）

### Webアニメ
2010年代
- モンストアニメ（2017年、刺客）
- いたずら魔女と眠らない街（2017年、通行人）
- ULTRAMAN（2019年 - 2022年、西高生、技術員、キャスター、科特隊員、オペレーター） - 2シリーズ

2020年代
- 攻殻機動隊 SAC_2045（2020年、名無し、エージェント1、タカシの叔父）
- 賭ケグルイ双（2022年、生徒A）
- 幼女社長R（2023年、サラリーマンC、主審）

### ゲーム
2009年
- アイソメトリック&カラテエクササイズ Wiiで骨盤フィットネス

2011年
- 謎惑館 〜音の間に間に〜

2013年
- デーモントライブ（ピノキオ）

2016年
- ブラックナイトストライカーズ（安倍晴明、源頼光）
- ぼくたちのプロマネ!

2018年
- 銀魂乱舞（町人〈賊〉、町人〈オカマ〉、真選組隊士、見廻組、憲兵隊）
- 真紅の焔 真田忍法帳
- ライフ イズ ストレンジ ビフォア ザ ストーム（ドリュー・ノース）
- アラド戦記（ザ・リッパー）

2019年
- VARIABLE BARRICADE（虎次郎）
- Borderlands 3（ウェインライト・ジェイコブス）
- コール オブ デューティ モダン・ウォーフェア

2020年
- 龍が如く7 光と闇の行方
- コール オブ デューティ ウォーゾーン
- ぷよぷよ!!クエスト（クレス、ドラウド3世、スクエアス）
- Shadowverse（ナハトの私兵、放浪する料理人）
- アサシン クリード ヴァルハラ（オズワルド）
- ぷよぷよテトリス2（スクエアス）

2021年
- ジャックジャンヌ
- モンスターストライク（2021年 - 2023年、ザグマス、ハンサ）
- コール オブ デューティ ヴァンガード

2023年
- 英傑大戦（谷干城、楚荘王、王平、堀秀政）

2024年
- 18TRIP
- ライドカメンズ

### ドラマCD
- きこえる？（2016年、吉田[34]）

### 吹き替え
- 羅小黒戦記 ぼくが選ぶ未来（2020年、カンセン、地下鉄パパ[35]、車に乗ってナンパしてた人[35]）
- ボーダーランズ（2025年、クロム〈オリヴィエ・リヒタース〉[36]）

### シリーズ一覧
1. ↑  第1クール（2014年）、第2クール（2015年）
2. ↑  第2期『弐ノ皿』（2016年）、第3期前半『餐ノ皿』（2017年）、第4期『神ノ皿』（2019年）
3. ↑  第4期『AXZ』（2017年）、第5期『XV』（2019年）
4. ↑  第1期（2018年）、第2期『II』（2024年）
5. ↑  第1期（2018年）、第3期（2024年）
6. ↑  第1クール（2019年）、第2クール（2019年）
7. ↑  第1期（2019年）、第3期『参ノ章』第1クール（2025年）
8. ↑  第1期（2019年）、第2期『STONE WARS』（2021年）、第3期『NEW WORLD』第1クール（2023年）、第3期『NEW WORLD』第2クール（2023年）
9. ↑  第1期（2020年 - 2021年）、第2期『みっくす！』（2022年）
10. ↑  Season1（2021年）、Season2（2021年）、続編『will+Dress』Season1（2022年）、続編『will+Dress』Season2（2023年）、続編『will+Dress』Season3（2023年）、続編『Divinez』デラックス編（2025年）
11. ↑  第1クール（2021年）、第2クール（2021年）
12. ↑  1st Season（2022年）、2nd Season（2023年）
13. ↑  Season1（2022年）、Season2（2023年）
14. ↑  1st season（2022年）、2nd season（2023年）
15. ↑  Season 1（2024年）、Season 2（2025年）
16. ↑  第4期『-寄宿学校編-』（2024年）、第5期『緑の魔女編-』（2025年）
17. ↑  『前編 Wandering; Agateram』（2020年）、『後編 Paladin; Agateram』（2021年）
18. ↑  シーズン1（2019年）、シーズン2（2022年）